# Asociación Austríaca de Fútbol
La Asociación Austríaca de Fútbol (ÖFB) (en alemán: Österreichischer Fußball-Bund) es el organismo encargado de la organización del fútbol en Austria, con base en Viena.
Fundada en 1904, es miembro de la FIFA desde 1905. En 1954 fue una de las asociaciones fundacionales de la UEFA.
Se encarga de la organización de la Bundesliga y la Copa de Austria, así como los partidos de la selección austríaca en sus distintas categorías tales como masculino, femenina, fútbol sala, fútbol playa, entre otras.

## Historia
El 12 de diciembre de 2002 la UEFA eligió la candidatura conjunta impulsada por la Asociación Austríaca y la Asociación Suiza de Fútbol para albergar la Eurocopa 2008. Ello permitió el debut de la Selección de fútbol de Austria en la máxima competición de Europa de la naciones.

## Presidentes
- 1904 - 1906: Heinrich Strehblow
- 1906 - 1907: Ignaz Abeles
- 1907 - 1914: Adolf Wallner
- 1914 - 1922: Ignaz Abeles
- 1922 - 1926: Karl Volkert
- 1926 - 1938: Richard Eberstaller
- 1945 - 1955: Josef Gerö
- 1955 - 1969: Hans Walch
- 1970 - 1976: Heinz Gerö
- 1976 - 1982: Karl Sekanina
- 1982 - 1984: Herbert Raggautz y Heinz Gerö (interino)
- 1984 - 2002: Josef "Beppo“ Mauhart
- 2002 - 2008: Friedrich Stickler
- 2008 - 2009: Kurt Ehrenberger (interino)
- 2009 - presente: Leo Windtner